# Engram
Termin engram je prvi upotrijebio njemački biolog Richard Semon u svojoj knjizi «Die mneme» 1904. godine. S njime je označio neuralnu pojavu jednog sjećanja. Engram je po autoru jedna neprestana mjena u živčanom sustavu koja konzervira iskustvene činjenice u vremenu. Pojam je kasnije preuzela neurologija da bi s njime hipotetički označila tragove memorije koji su spremljeni, odnosno kao postulat fizičke ili bio-kemijske promjene živčanog tkiva koje predstavljaju memoriju.